# Vergetot
Vergetot település Franciaországban, Seine-Maritime megyében. Lakosainak száma 440 fő (2022. január 1.). Vergetot Angerville-l’Orcher, Criquetot-l’Esneval, Écrainville, Hermeville és Saint-Sauveur-d’Émalleville községekkel határos.

## Népesség
A település népessége az elmúlt években az alábbi módon változott:
| Lakosok száma | 433  | 440  | 442  | 442  | 444  | 447  | 445  | 440  | 440  |
|               | 2013 | 2015 | 2016 | 2017 | 2018 | 2019 | 2020 | 2021 | 2022 |